# 黃璐
黄璐（1983年7月10日—），女，四川成都人，中国大陸演员、制片人。参演过的电影《盲山》、《世界之间》、《推拿》分别入围戛纳「一种关注」单元、威尼斯和柏林主競賽單元。2019 年，黄璐凭借在《G杀》中的出演入围第38届香港電影金像奖最佳女配角。

## 生平

### 早年经历
黄璐出生于四川成都。小学就读于玉林小学，初中到高中就读于玉林中学。从初中起担任班里的文艺委员，领唱的节目在成都市举办的合唱比赛中获过奖；这样的经验也启发黄璐在电影《对面的女孩杀过来》里上演了在中正纪念堂唱《我爱北京天安门》的桥段。由于自身家庭背景，父母一直希望黄璐念理科。不过因为喜欢热爱文艺片，黄璐认为学文科才有可能从事文艺或艺术行业，因而高三转读文科。在大一的时候，作为群众演员参演了杜琪峰导演的《百年好合》，在演戏过程中受到同剧组工作人员的鼓励，加上后来由于失恋的原因自行退学，黄璐决定重考北京电影学院，并最终以文化课第一名专业课第九名的成绩成功考取。

### 演员生涯
黄璐在北京电影学院里参演了生涯第一部电影，学校导演系老师导演的文艺电影《结果》。大三时参演电影《盲山》，扮演一个被拐卖到山区当媳妇的女大学生，为了融入剧情，在山里的一个月，曾经被导演要求不能看书、不能打电话，特意营造出与世隔绝的困境。《盲山》入围戛纳后，黄璐在电影节上认识了不少国际导演，并因此有机会于 2008 年不顾父母的反对前往正在内战的斯里兰卡拍摄电影《世界之间》。
2012年出演《对面的女孩杀过来》，讲述一位中国大陆女孩去台湾为奶奶寻亲的路上和一位台湾男生的喜剧故事。
2013年首次担任制片人及主演，由荷兰导演戴获（David Verbeek）在台湾拍摄的电影《云的模样》入选鹿特丹国际电影节；黄璐本人多次在采访时提到这部电影里的角色最像自己真实的样子。
2014年出演讲述泰国、美国、法国三地故事的电影《三城练习曲》。
2019年在電影《G殺》中飾演一名妓女，獲香港電影金像獎最佳女配角提名。

## 家庭
父母是四川核物理研究所的科研人员。姥姥参与过中国首枚原子弹研发工作。
前夫范玮。2018年6月6日黄璐与演员范玮补办迟来了5年多的婚礼，当时两人育有一女Ava。2019年12月16日，黄璐宣布与范玮离婚。

## 轶事
因为黄爸爸很喜欢旅游，黄璐拍戏的时候喜欢带着爸爸到世界各地。有了孩子以后，拍戏就会全家老小一起，带着爸妈女儿，「去哪拍戏就住在哪」。

## 影视作品

### 电影
| 年份   | 电影名                    | 角色名     | 导演                 |
| ------ | ------------------------- | ---------- | -------------------- |
| 2006   | 一半一半                  |            | 林黎胜               |
| 2006   | 结果                      |            | 章明                 |
| 2007   | 红色康拜因                |            | 蔡尚君               |
| 2007   | 盲山                      | 白雪梅     | 李杨                 |
| 2008   | 从心开始                  | 罗映珍     | 李威                 |
| 2009   | 中国姑娘                  | 李梅       | 郭小橹               |
| 2009   | 世界之间                  |            | Vimukthi Jayasundara |
| 2010   | 坠落                      |            | Conrad Clark         |
| 2011   | 这里，那里                |            | 卢晟                 |
| 2012   | 对面的女孩杀过来          | 秦朗       | 谢骏毅               |
| 2013   | 云的模样                  | 李玲       | 戴获                 |
| 2013   | 石器时代之百万大侦探      |            | 王松                 |
| 2013   | 此时此刻                  |            | Aditya Assarat       |
| 2013   | 低俗喜劇                  | 同學       | 彭浩翔               |
| 2014   | 推拿                      | 小蛮       | 娄烨                 |
| 2014   | 三城练习曲                |            |                      |
| 2014   | 简装男神                  | 吴翌晨     | 付宇                 |
| 2014   | 相爱的七种设计            | Emma       | 陳宏一               |
| 2015   | 山那边有匹马              |            | 白海滨               |
| 2015   | 三张照片 (Three Pictures) | Wen        | Michael Wang         |
| 2016   | 血十三                    | 邢敏       | 李聆聪               |
| 2016   | 三伏天                    | 璐璐       | 乔丹·席勒            |
| 2016   | 一只黄鸟                  |            | K·华泽高柏           |
| 2017   | 归去                      |            | 颜雷                 |
| 2017   | 宽恕                      | 李美华     | 蒲剑                 |
| 2018   | 郊区的鸟                  |            | 仇晟                 |
| 2018   | 六连煞                    |            | 徐超                 |
| 2018   | 幸福城市                  | 玉芳(青年) | 何蔚庭               |
| 2018   | G殺                       | 李小梅     | 李卓斌               |
| 2019   | 追兇十九年                | 郭静       |                      |
| 2019   | 归去                      | 云姐       |                      |
| 2019   | 被光抓走的人              | 何晓芬     | 董潤年               |
| 2021   | 夏夜骑士                  | 陈老师     |                      |
| 2021   | 中国医生                  |            | 劉偉強               |
| 2021   | 及格人生                  | 汪月       | 曲江涛               |
| 2022   | 断·桥                     | 周丰       | 李玉                 |
| 2023   | 海湾之遇                  |            | 高建                 |
| 2023   | 我经过风暴                |            | 秦海燕               |
| 2023   | 普通男女                  | 李一甜     | 刘雨霖               |
| 2023   | 刀尖                      | 刘小颖     | 高群书               |
| 2023   | 三大队                    | 程兵妻     | 戴墨                 |
| 2024   | 来都来了                  | 丽芳       | 劉奮鬥 (網絡播出)    |
| 2024   | 三叉戟                    | 花姐       | 高群书               |
| 2024   | 致命通话                  | 茹玫       | 梁国辉 (網絡電影)    |
| 2024   | 戴假发的人                | 黄芬       | 董越                 |
| 2025   | 花明渡                    | 紅         | 劉韻文               |
| 待上映 | 愤怒的老虎                |            |                      |
| 待上映 | 梦香                      | 杨帆       |                      |

### 电视
| 年份 | 电视剧           | 角色      | 备注           |
| ---- | ---------------- | --------- | -------------- |
| 2020 | 星星之火         | 贝比·周   |                |
| 2020 | 石头开花         | 蓝楚云    | 單元《三月三》 |
| 2024 | 微暗之火         | 陈玲      |                |
| 2024 | 明日有晴天       | 娟姐/常娟 | 客串           |
| 2024 | 不讨好的勇气     | 何晓丽    | 网络剧         |
| 2025 | 围猎             | 麦嘉敏    | 网络剧         |
| 待播 | 我们与法庭的距离 | 舒静      |                |
| 待播 | 我和我的命       |           |                |
| 待播 | 此处通往繁星     |           |                |

## 主要荣誉
- 2019 年，入围第38届香港电影金像奖最佳女配角
- 2014 年，获得第 8 届 FIRST 青年电影展 最佳女演员（电影《云的模样》）
- 2014 年，入围第 64 届柏林电影节主竞赛单元（电影《推拿》）
- 2013 年，入围第 15 届台北电影节剧情长片（电影《对面的女孩杀过来》）
- 2009 年，入围第 66 届威尼斯电影节金狮奖（电影《世界之间》）
- 2009 年，获得第 62 届瑞士洛迦诺电影节最佳影片金豹奖（电影《中国姑娘》）
- 2007 年，入围第 60 届戛纳电影节「一种关注」单元（电影《盲山》）